# Bhagavan Antle

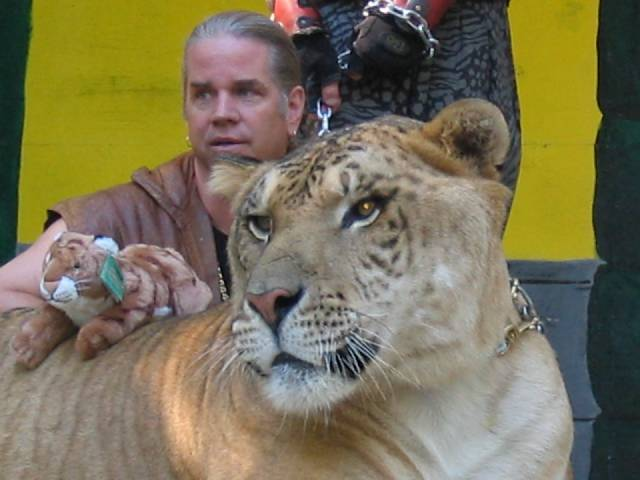
Bhagavan Antle als Ligertrainer (2005)

Mahamayavi Bhagavan „Doc“ Antle (* 16. März 1960 in Salinas, Kalifornien, als Kevin Antle) ist ein US-amerikanischer Tiertrainer und Zoobesitzer. 

## Leben
Doc Antle wuchs auf einem Landwirtschaftsbetrieb auf. Seine Familie hatte großen Gefallen an indischer Mythologie und gab ihm deshalb den Namen „Mahamayavi Bhagavan“, der übersetzt etwa „Grosser Gott“ bedeutet. Als Jugendlicher brach er die High School ab und verbrachte einige Jahre in China, wo er angeblich einen Titel als Doctor of Mystical Science erwarb, daher auch sein Spitzname „Doc Antle“. In den 1980er Jahren kehrte er in die Vereinigten Staaten zurück und eröffnete in Yogaville, Virginia, einer kleinen Gemeinde bestehend aus Hippies und Yoga-Enthusiasten im Buckingham County, ein Geschäft als Heilpraktiker und arbeitete als Guru.
1982 kaufte er sein erstes Tigerbaby. Als Liebhaber von Wildtieren zog er einige Tiger groß und erwarb Anfang der 1990er Jahre ein 0,2 Quadratkilometer großes Gelände in Myrtle Beach, South Carolina. Dort eröffnete er  The Institute of Greatly Endangered and Rare Species (T.I.G.E.R.S), das er als Artenschutzprojekt bewirbt. Dort leben heute über 400 Großkatzen, darunter auch ein Liger, der als größte lebende Raubkatze der Welt gilt. Daneben leben dort auch weitere Tierarten, darunter Affen und Elefanten. Er gründete außerdem den Rare Species Fund, laut Eigendarstellung eine Graswurzelbewegung für den Tierschutz.
Sein Gelände in Myrtle Beach vermarktet er in der Öffentlichkeit. So kann dort drei Mal wöchentlich eine Tour, die sogenannte Myrtle Beach Safari, gebucht werden. Fotos kosten extra. Während der COVID-19-Pandemie in den Vereinigten Staaten wurde sein Zoo geschlossen.

## Tiertrainer
Doc Antle verdingt sich auch als Tiertrainer. Tiere, die von ihm trainiert wurden, traten unter anderem in Ace Ventura – Jetzt wird’s wild (1995) und bei Das Dschungelbuch auf. Außerdem war er auch Tiertrainer für Musikvideos von Ashanti und Puff Daddy. Doc Antle trat bei den MTV Video Music Awards 2001 zusammen mit Britney Spears auf, die zusammen mit mehreren seiner Tiere bei I’m a Slave 4 U auf der Bühne war.

## Kritik und Anklage
Bereits in den 1980er Jahren geriet Doc Antle in das Visier von Tierschützern sowie in das des Landwirtschaftsministeriums der Vereinigten Staaten (USDA). 1991 musste er wegen Verstößen gegen den Animal Welfare Act 3500 US-Dollar zahlen. 2005 wurde ihm durch das USDA verboten, die Besucher seines Zoos in die Nähe der erwachsenen Raubkatzen zu lassen. Dagegen legte er Widerspruch ein, scheiterte jedoch. 2019 kam es zu einer Hausdurchsuchung wegen einer vermuteten Verbindung zum Wild Wilson’s Animal Park in Virginia. Die Durchsuchung brachte jedoch keine Ergebnisse.
Er steht insbesondere in der Kritik der Tierschutzorganisation PETA, die in seiner Haltung der Großkatzen eine Missachtung des Tierschutzes sehen.
Im Jahre 2020 wurde Antle sowie seine Tochter nach monatelangen Untersuchungen durch die Tierrechtsabteilung des Generalstaatsanwalts von Virginia und nach einem Entscheid durch die Grand Jury von Frederick County wegen 15-facher Straftatbegehung angeklagt. Seine möglichen Gesetzesverstöße stehen im Zusammenhang mit dem Handel und Umgang mit Wildtieren.
Im Juni 2022 wurde Antle vom FBI verhaftet und wegen Wildtierhandel und Geldwäschedelikten angeklagt.

## Dokumentation Großkatzen und ihre Raubtiere
Doc Antle war ein großer Bestandteil der Netflix-Fernsehdokumentation Großkatzen und ihre Raubtiere (2020), bei der es im Wesentlichen um die Auseinandersetzung zwischen Joe Exotic und Carole Baskin ging. Episode 2 behandelte auch seinen eher unkonventionellen Lebensstil, der ihn an der Spitze eines Arts Harem in Myrtle Beach zeigte, wo er mit mehreren Frauen, die als Tierpflegerinnen arbeiteten, zusammen lebte. Eine Teilnehmerin berichtete davon, wie er die Frauen beeinflusste. Antle widersprach dieser Darstellung und gab an, seine Äußerungen seien aus dem Zusammenhang gerissen worden.

## Filmografie
Als Tiertrainer
- 1990: Seargeant Kabukiman (Sgt. Kabukiman N.Y.P.D)
- 1994: Das Baumhaus (The War)
- 1994: Das Dschungelbuch (The Jungle Book)
- 1995: Ace Ventura – Jetzt wird’s wild (Ace Ventura: When Nature Calls)
- 1997: Das zweite Dschungelbuch (The Second Jungle Book: Mowgli & Baloo)
- 1997: Wild America
- 1998: Mein großer Freund Joe (Mighty Joe Young)
- 2003: Das Dschungelbuch 2 (The Jungle Book 2)
- 2005: Bettie Page: Begehrt und berüchtigt (The Notorious Bettie Page)

Als er selbst
- 1991: Ein Schloß am Wörthersee (Folge: Der Löwe ist los)
- 2001/2002: The Tonight Show with Jay Leno (zwei Folgen)
- 2001: MTV Video Music Awards 2001
- 2003: Humanzee: The Human Chimp
- 2006: National Geographic Explorer (Folge: Ultimate Cat)
- 2007: Wild (Folge: Animal Oddities)
- 2011: When Animals Adopt
- 2017: Man v. Animal (Folge: Ultimate Cat)
- 2020: Großkatzen und ihre Raubtiere (Tiger King: Murder, Mayhem and Madness)
- 2021: Doc Antles Geschichte (Tiger King: The Doc Antle Story)